# Cerkiew Zaśnięcia Najświętszej Maryi Panny w Krakowie
Cerkiew Zaśnięcia Najświętszej Maryi Panny (Zaśnięcia Przenajświętszej Bogurodzicy) – prawosławna cerkiew parafialna znajdująca się w Krakowie, w kamienicy przy ulicy Szpitalnej 24, na Starym Mieście.
Świątynia należy do dekanatu Kraków diecezji łódzko-poznańskiej Polskiego Autokefalicznego Kościoła Prawosławnego.

## Historia
Prawosławna placówka duszpasterska powstała w Krakowie w 1918 jako cerkiew garnizonowa Wojska Polskiego. Pierwsza cerkiew powstała w dawnej ujeżdżalni koni przy ulicy Lubicz. Następnie została ona przeniesiona do wielkiej sali koszar przy placu Na Groblach.
Po wybuchu II wojny światowej Niemcy eksmitowali parafię z koszar. Natychmiast przystąpiono do szukania nowej lokalizacji dla świątyni. Zainteresowano się zdewastowaną synagogą Ahawat Raim przy ulicy Szpitalnej, która wykorzystywana była jako stolarnia. W 1940, po negocjacjach z nowym właścicielem, budynek otrzymała parafia prawosławna, która po remoncie urządziła w dawnej synagodze cerkiew.
Po zakończeniu wojny roszczenia do budynku zgłosiła Kongregacja Wyznania Mojżeszowego w Krakowie, która chciała w nim urządzić synagogę garnizonową dla żydowskich żołnierzy i oficerów odbywających służbę wojskową  w Krakowie. Roszczenia zostały oddalone, a budynek oficjalnie przekazany na własność parafii Zaśnięcia Najświętszej Maryi Panny.
Pod koniec lat 60. XX w. z inicjatywy księdza Lachockiego oraz starosty cerkiewnego Michała Kubickiego przystąpiono do remontu oraz przebudowy cerkwi, którą zakończono w 1984. Wyremontowaną świątynię poświęcił metropolita Sawa. W latach 90. położono polichromię w cerkiewnym refektarzu. Pod koniec 2006 nad drzwiami cerkwi zamontowano kopułkę.
W 2. dekadzie XXI w. przeprowadzono gruntowny remont XV-wiecznych piwnic budynku, w których zaplanowano utworzenie Centrum Sztuki Sakralnej im. Jerzego Nowosielskiego].
Po zakończeniu kolejnego remontu, 24 listopada 2018 cerkiew została poświęcona przez arcybiskupa wrocławskiego i szczecińskiego Jerzego, arcybiskupa przemyskiego i gorlickiego Paisjusza oraz biskupa łódzkiego i poznańskiego Atanazego.

## Opis cerkwi
Świątynia nie przypomina z zewnątrz tradycyjnej cerkwi (zlokalizowana jest w kamienicy). Przy adaptacji zadbano jednak o to, aby spełniała wymogi cerkiewne.
Wejście do cerkwi prowadzi bezpośrednio ze schodów holu, który pełni tutaj jednocześnie rolę kruchty, jak i zachodniego wejścia do świątyni. W czasie przebudowy obiektu przed schodami ustawiono ścianę z łukowatymi otworami wejściowymi, która została pokryta polichromią autorstwa Jerzego Nowosielskiego, przedstawiającą Bogurodzicę w otoczeniu proroków. Wielka sala na pierwszym piętrze stanowi nawę główną. W tzw. „sali gotyckiej”, przedstawiającej dużą wartość artystyczną, mieści się okazały ikonostas, wykonany również przez Jerzego Nowosielskiego.
Wnętrze cerkwi ozdobione jest wieloma ikonami, zarówno zabytkowymi (m.in. XIX-wiecznymi, przedstawiającymi św. Mikołaja i św. Serafina z Sarowa), jak i współczesnymi, autorstwa Jerzego Nowosielskiego (przedstawiającymi Matkę Bożą, św. Jana Teologa, czy sceny z życia św. Mikołaja Cudotwórcy). Znajdująca się w cerkwi Golgota jest kolejnym dziełem Jerzego Nowosielskiego. Nad Golgotą znajdują się kopie ikon (wykonane przez Stefana Wiśniewskiego): Matki Bożej „Wszystkich Strapionych Radość” oraz Świętych Cyryla i Metodego.
Za ołtarzem znajdują się witraże, wykonane przez krakowskich artystów plastyków.
Na drugim piętrze znajduje się refektarz, pokryty polichromią autorstwa Jerzego Nowosielskiego i Bogdana Kotarby, przedstawiającą poczet polskich świętych.

## Galeria

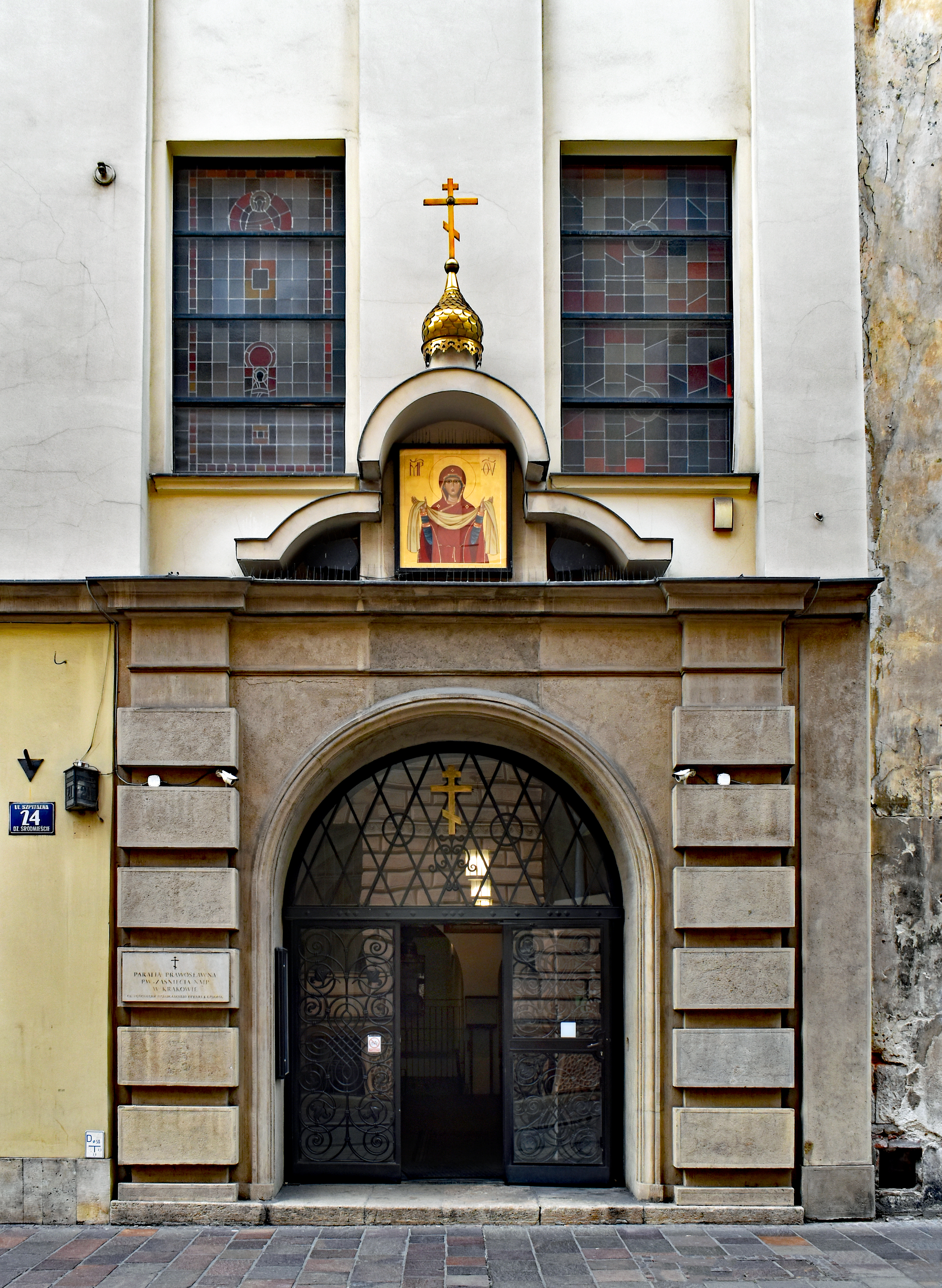
Brama
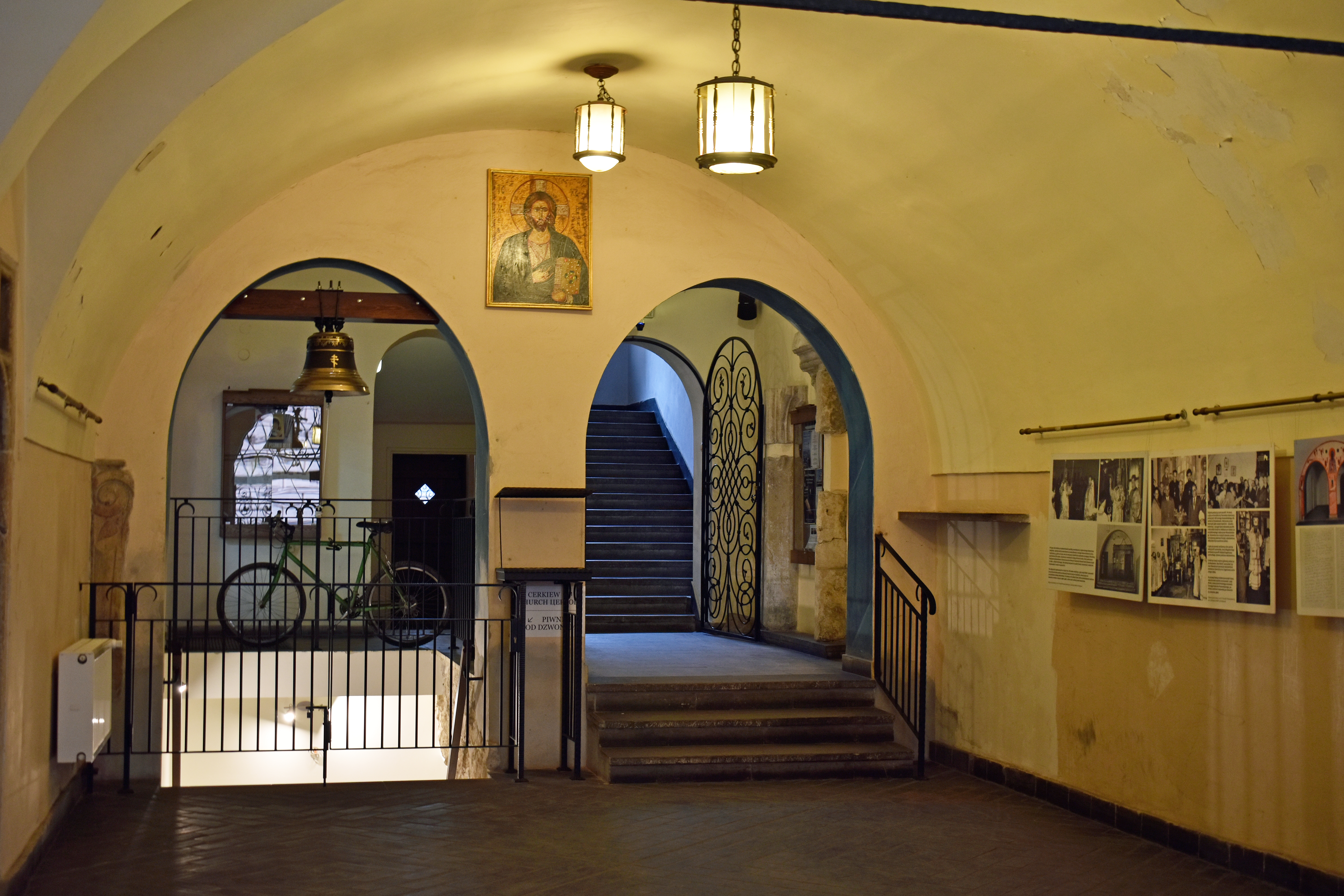
Wejście
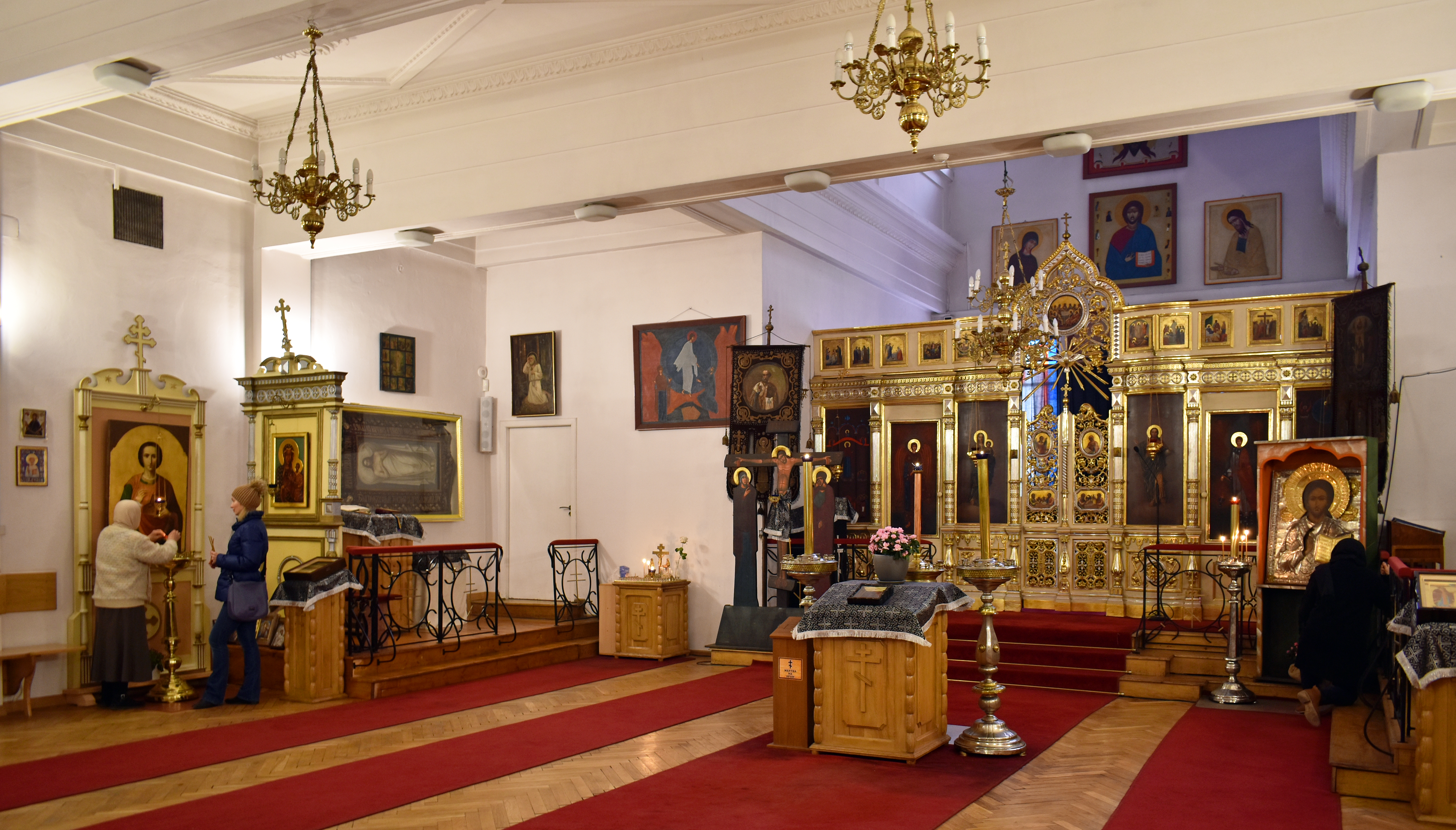
Wnętrze
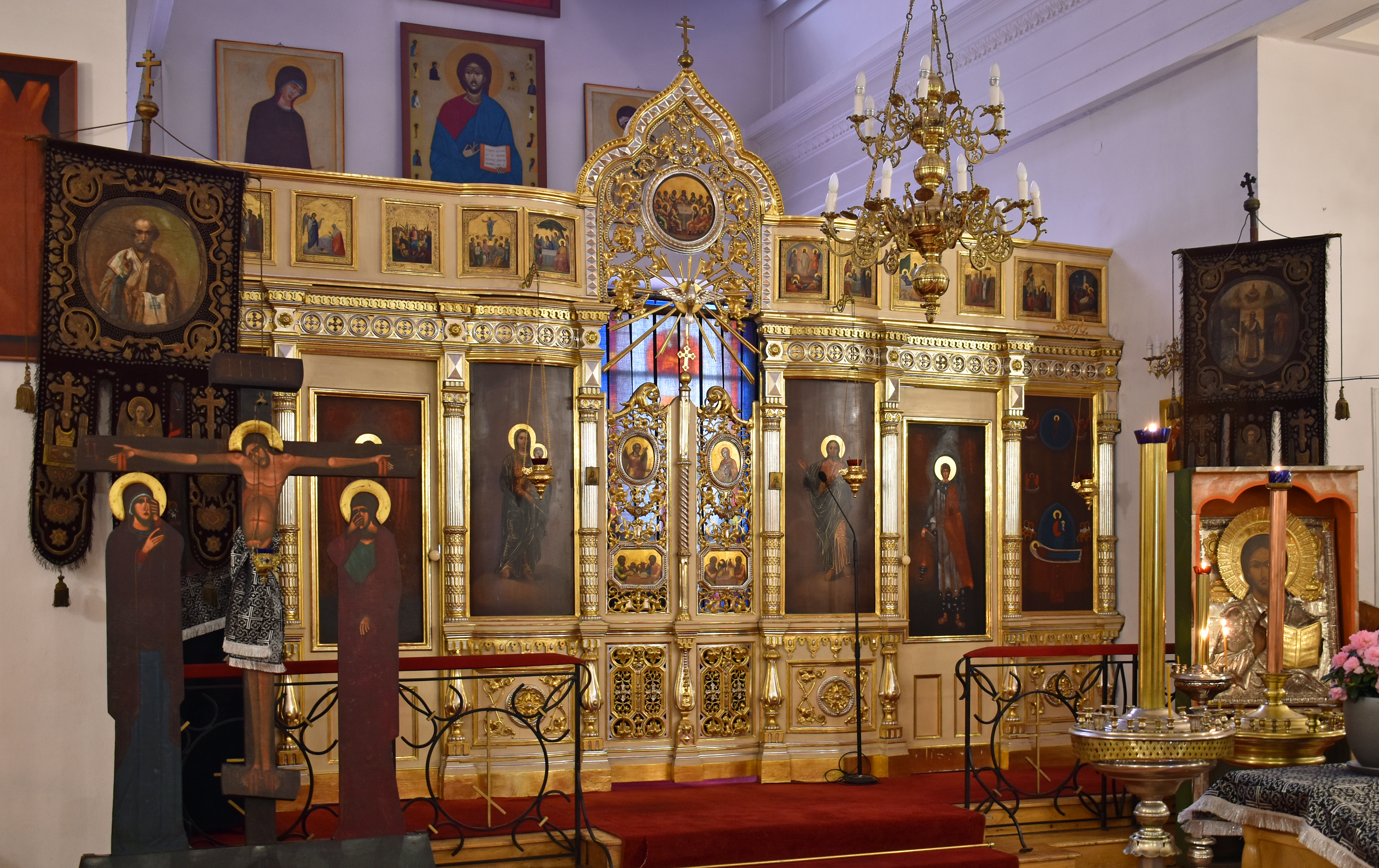
Ikonostas